# Revolution (Lacrimosa)
Revolution è l'undicesimo album discografico in studio del gruppo musicale gothic rock tedesco Lacrimosa, pubblicato nel 2012.

## Tracce
1. Irgendein Arsch ist immer unterwegs – 5:00
2. If The World Stood Still A Day – 3:35
3. Verloren – 7:29
4. This Is The Night – 5:29
5. Interlude - Feuerzug (Part 1) (strumentale) – 0:46
6. Feuerzug (Part 2) – 4:41
7. Refugium – 4:42
8. Weil Du Hilfe brauchst – 6:01
9. Rote Sinfonie – 11:03
10. Revolution – 5:23

## Formazione
Gruppo
- Tilo Wolff - voce, tastiera, chitarra, basso
- Anne Nurmi - voce, tastiere

Ospiti
- Mille Petrozza (Kreator) - chitarra
- Stefan Schwarzmann (Accept) - batteria